# Wolf Caspar von Klengel

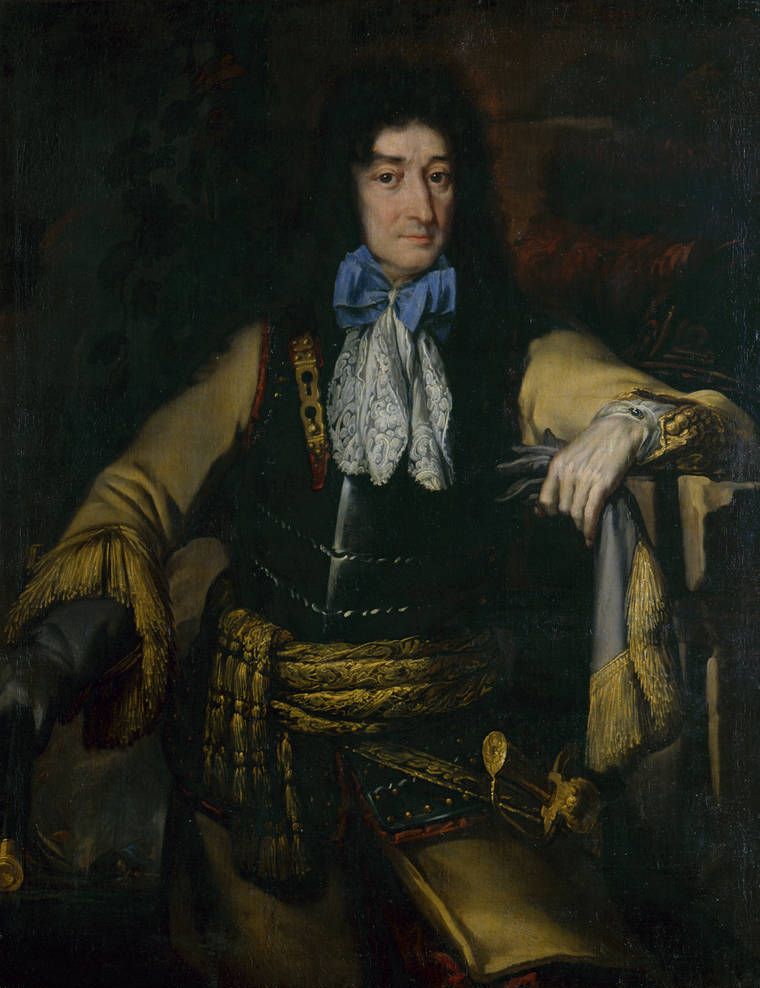
Wolf Caspar von Klengel

Wolf Caspar Klengel, seit 1664 von Klengel, (* 8. Juni 1630 in Dresden; † 10. Januar 1691 ebenda) war ein deutscher Architekt, leitender Baubeamter aus dem Kurfürstentum Sachsen sowie Generalwachtmeister.

## Familie

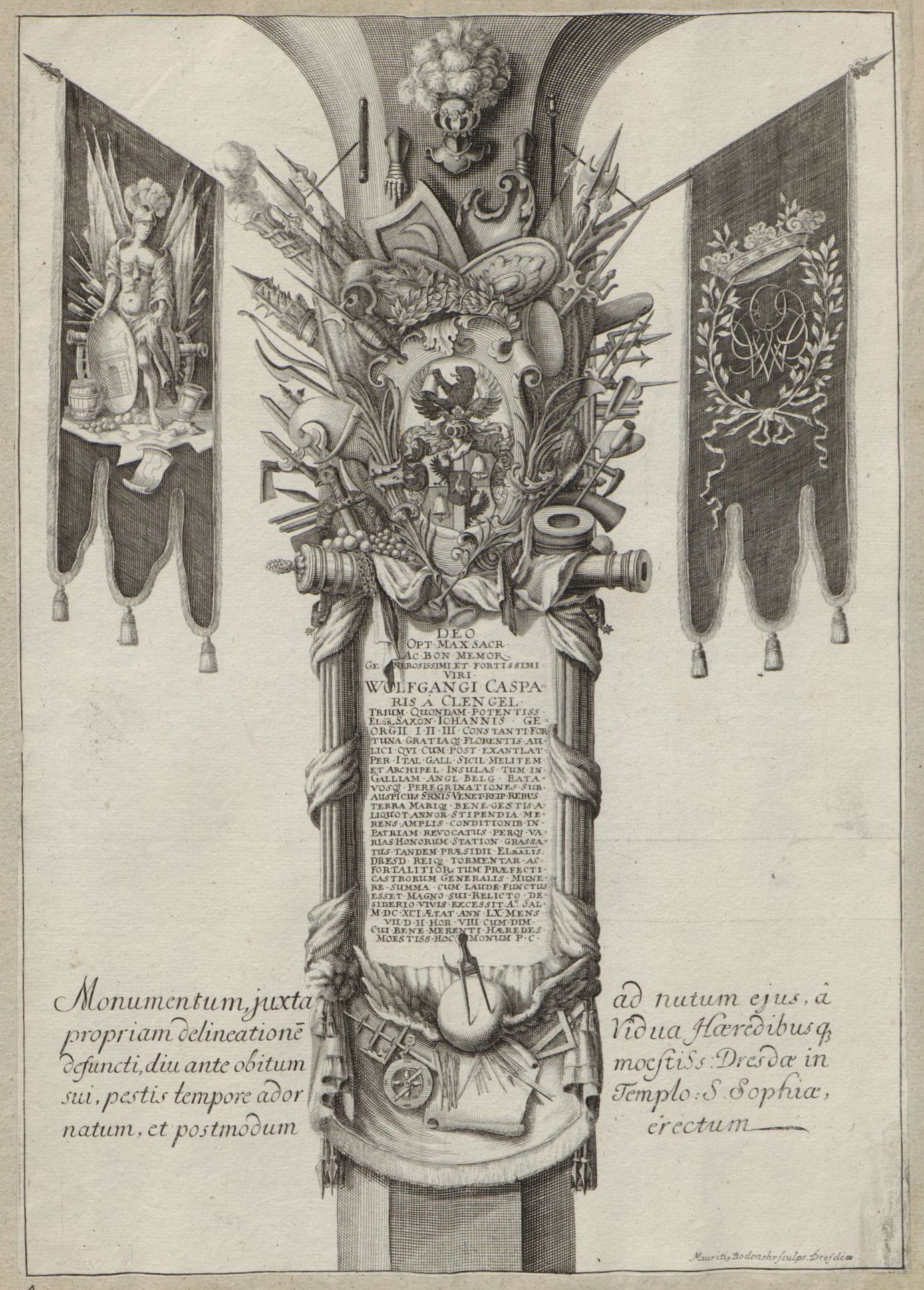
Totenschild Klengels, ehemals in der Dresdener Sophienkirche (1691)

Der Baumeister Wolf Caspar von Klengel wurde 1630 als Sohn des kurfürstlichen Rats und Obersteuerbuchhalters Caspar Klengel und dessen Ehefrau Sabina Elisabeth, geb. Fischer geboren. Klengels Großeltern mütterlicherseits waren der Hauptmann der Sächsischen Leibgarde Wolfgang Fischer und die Enkelin des in Sachsen wirkenden berühmten Hofbaumeisters Paul Buchner.
Wolf Caspar war der mittelste der drei Söhne der Familie. Der älteste Bruder, D. Christian Klengel, wurde kursächsischer Konsistorial-Assessor und der jüngste, Carl Klengel, wird als Offizier erwähnt.
Die fünfzehn Jahre jüngere Marie von Bex (1645–1717), Tochter des Leipziger Ratsherrn Franz von Bex auf Nischwitz und dessen Frau Gertrud Avenbeck, heiratete Klengel am 23. Juli 1662. Mit ihr war er neunundzwanzig Jahre verheiratet. Vier Söhne und vier Töchter bekam das Paar; Marie Elisabeth, Hans Caspar (war 1706 Generalmajor in Braunschweig-Lüneburg), Hans Philipp (1686 bei Napoli di Romania (Nauplia) gefallen), Franz Ludwig, Hans Rudolph, Anna Sophie, Sophie Eleonore und Johanne Margarete.
Über die Söhne ist bekannt, dass diese beim kursächsischen Militär dienten. Tochter Marie Elisabeth wurde Ehefrau des Hans Rüdiger von Schönfeld, Anna Sophie starb als Kind, Sophie Eleonore († 1755) war Hofdame der Kurfürstin Anna Sophie und zunächst Ehefrau des Oberküchenmeisters Hans Adolph von Haugwitz († 1714). Nach dessen Tod heiratete sie den Geheimrat Rudolph Gottlob Freiherr von Seyffertitz. Ihre jüngste Schwester, Johanne Margarete, heiratete Georg Joseph Anton Freiherr von Cloß auf Heydeburg.

## Leben

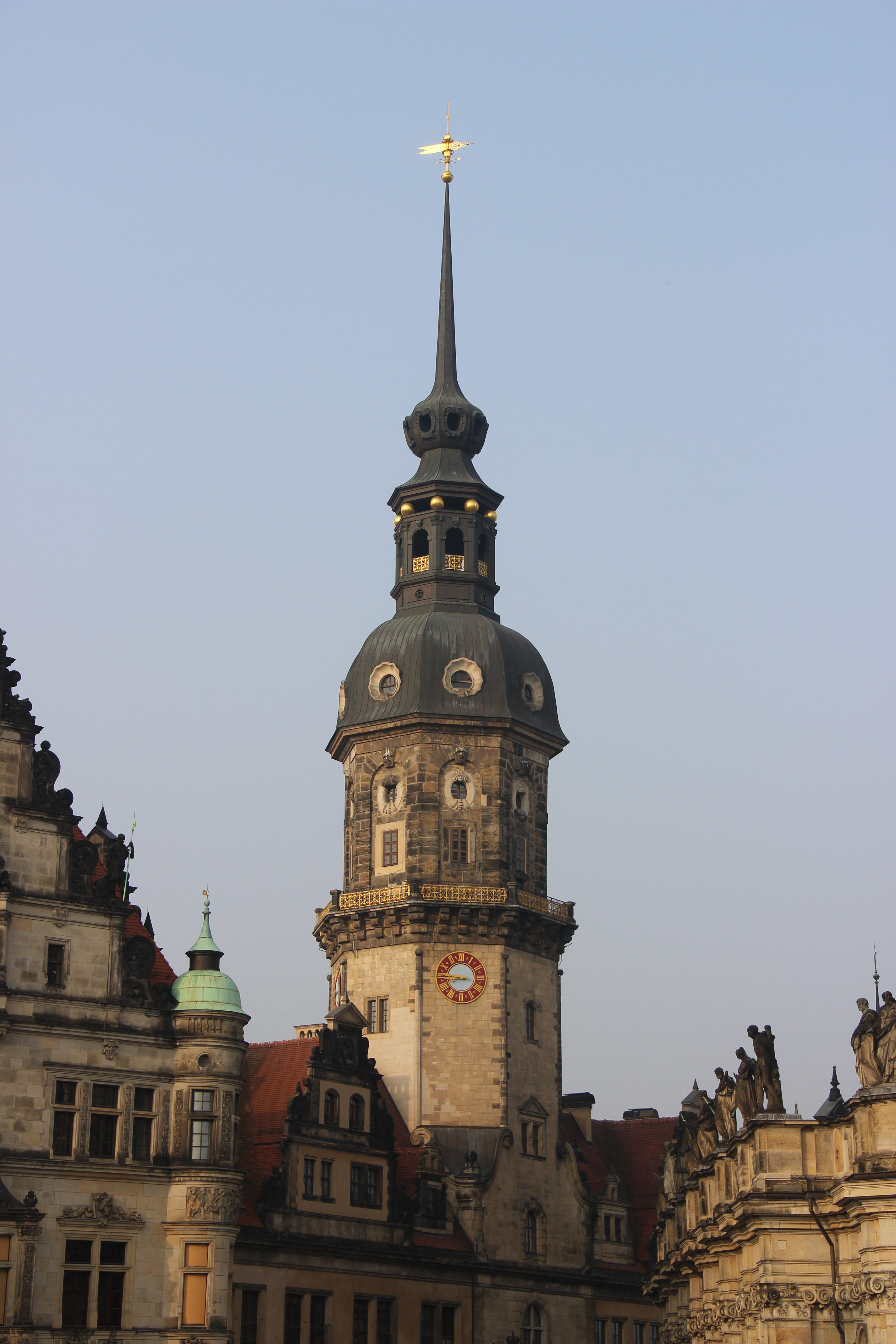
Hausmannsturm des Dresdener Schlosses (Erhöhung durch Klengel 1674/76)

Wolf Caspar von Klengel besaß eine gründliche Ausbildung auf Mittelschulniveau oder sogar Gymnasialniveau. Im Rahmen der privat organisierten Ausbildung hat er gutes Latein und auch Griechisch und als moderne Gegenstände Mathematik und Zeichnen erlernt.
Bereits in jungen Jahren, am 2. Juni 1647, brach Klengel zu seiner ersten Auslandsreise auf. Sie führte ihn über Hamburg nach Amsterdam, Leyden und Den Haag. Über Brüssel gelangte er am 16. Mai 1648 nach Paris, wo er den Sommer über die Militärakademie des Duc de Beaufort besuchte. Neben der Ausbildung im Militäringenieurwesen erlernte er Französisch und beschäftigte sich auch mit der zeitgenössischen Publizistik. Über Rouen und Hamburg kehrte er 1650 kurzzeitig nach Dresden zurück.
1651 brach Klengel zu einer großen, dreijährigen Italienreise auf, die ihn nach Venedig, Florenz und Rom führte. In Rom schloss er Freundschaft mit dem berühmten Jesuiten und Universalgelehrten Athanasius Kircher. Von Süditalien führte Klengels Reise auch nach Malta. Dort soll er an den Feldzügen der Malteser gegen die Berber teilgenommen haben. 1654/55 war er als Hauptmann in venezianischen Diensten für deren dalmatinische Festungen zuständig.
Nach seiner Rückkehr aus Italien wurde er zunächst 1656 in Dresden zum Oberlandbaumeister und später 1672 Oberinspektor der Zivil- und Militärgebäude unter den sächsischen Kurfürsten Johann Georg II. (1613–1680) und Johann Georg III. ernannt. Er fungierte ebenso bis zu seinem Tod als Aufseher der kurfürstlichen Kunstkammer, für die er zahlreiche Werke ankaufte, darunter ein Gemälde von Peter Paul Rubens.
Am 16. April 1664 wurde Wolf Caspar von Kaiser Leopold I. zusammen mit seinen Brüdern in den Reichsadel erhoben.
Wolf Caspar von Klengel wurde nach seinem Tod mit einem von ihm selbst entworfenen Grabmal in der Dresdner Sophienkirche geehrt. Seine Witwe hinterließ nach ihrem Tod aus dem gemeinsamen Vermögen 10000 Taler für eine Stiftung zugunsten von Konvertiten zum evangelisch-lutherischen Glauben und für protestantische Glaubensflüchtlinge.
Am 23. April 1689 wurde er zum kursächsischen Generalwachtmeister ernannt.
Klengel gilt als Begründer der sächsischen Barockbaukunst und war kunstgeschichtlich der wichtigste sächsische Baumeister im 17. Jahrhundert neben seinem Untergebenen Johann Georg Starcke. Wesentliche Teile seines zeichnerischen Nachlasses befinden sich heute in Stuttgart.

## Werke

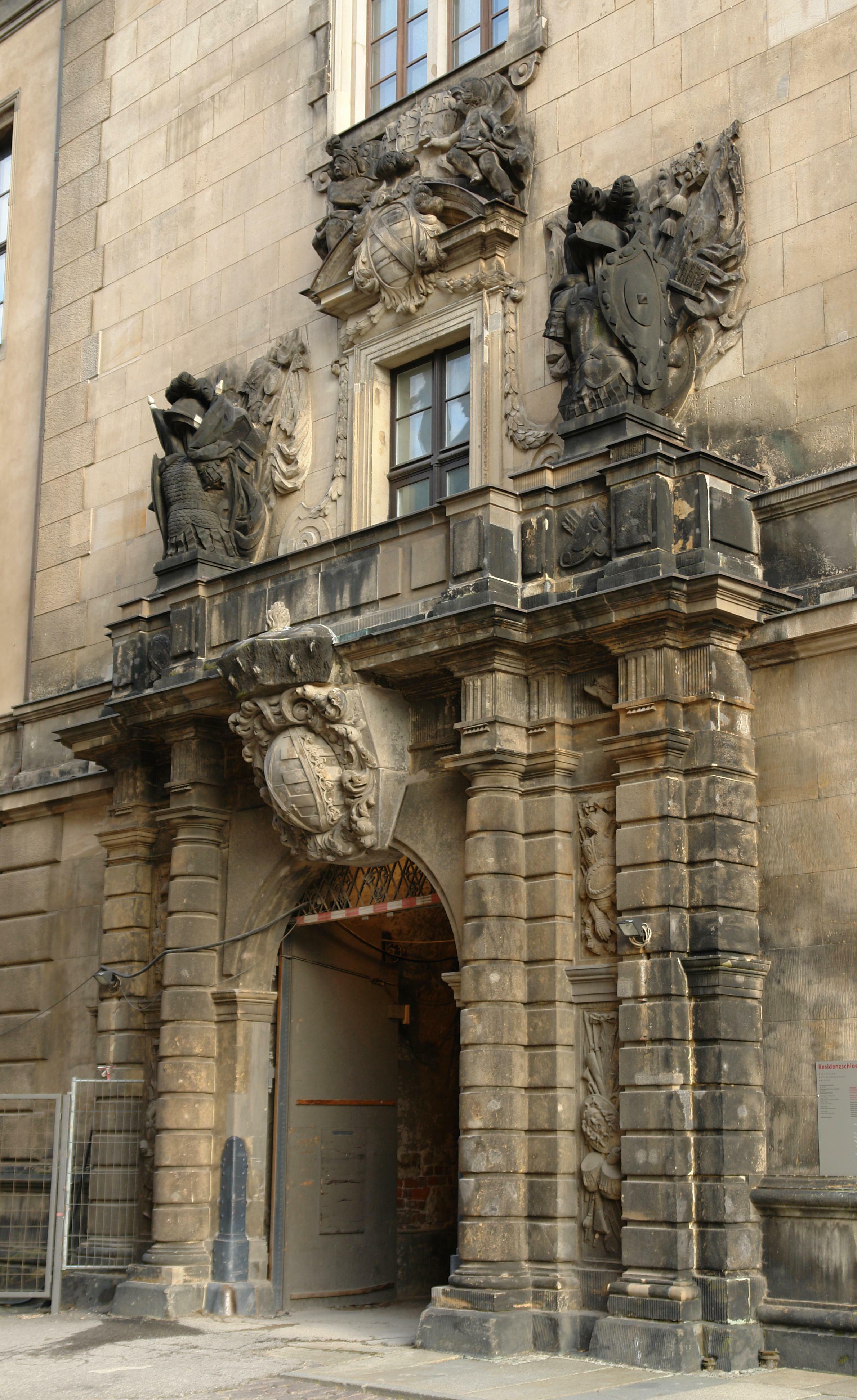
Dresden Residenzschloss, Grünes Tor, mit Plastik von Marcus Conrad Dietze (um 1690/91)

Das erste größere Projekt Klengels war die Neuausstattung der kurfürstlichen Wohn- und Repräsentationsräume im Westflügel des Residenzschloss Dresden. Hiervon sind einige Entwurfszeichnungen und kleinere Reste der Stuckausstattung erhalten.
Von 1664 bis 1667 erbaute Klengel neben dem Residenzschloss in Dresden das erste feste Opernhaus in der Residenzstadt, das Opernhaus am Taschenberg mit etwa 2000 Zuschauerplätzen.
Auf der Festung Königstein errichtete er 1667 bis 1669 die Johann-Georgenbastion vor der Georgenburg und stattete die 1515 erbaute St. Georgs-Kapelle 1671 bis 1676 neu aus (Turm, Dach, Altar, Kanzel).
1672 erbaute er die Kapelle des Schlosses Moritzburg und schuf die heute noch erhaltene Ausstattung. Siehe dazu auch den Artikel „Schautaler zur Grundsteinlegung der Kapelle im Schloss Moritzburg bei Dresden“. Weitere Werke sind das Hohe Haus (heute Spitzhaus) oberhalb der Hoflößnitz, 1674/76 die Erhöhung des Hausmannsturms des Residenzschlosses Dresden samt barocker Haube, 1677/78 das kurfürstliche Reithaus am Dresdner Schloss. Kurz vor seinem Tod begann er das Grüne Tor auf der Nordseite des Hausmannsturms.
Als beim Altendresdner Stadtbrand 1685 fast die ganze heutige Innere Neustadt zerstört wurde, entwarf Klengel die Pläne für den Wiederaufbau. Für eine repräsentativere Wirkung sollten die krummen Gassen durch ein großzügiges Straßennetz ersetzt werden. Zwischen dem Markt (heute dem Neustädter Markt) und dem Schwarzen Tor (dem heutigen Albertplatz) wurde zum Beispiel eine breite Straße angelegt, die heutige Hauptstraße.
Zwischen 1675 und 1686 wurde nach seinem Entwurf das kurfürstliche Hofgestüt Bleesern bei Wittenberg und 1684–1688 die Dreifaltigkeitskirche in Carlsfeld bei Eibenstock im Erzgebirge errichtet.
Vermutlich entwarf Klengel auch die Baupläne für das Herrenhaus des Rittergutes Hohenprießnitz, welches 1677–78 sein Bruder Christian von Klengel (1629–93) erbauen ließ, sowie für die Dorfkirche in Eutzsch bei Wittenberg, die 1688 im Auftrag der Wittenberger Universität entstand. Wahrscheinlich war er auch in den 1670er Jahren am Entwurf des Palais im Großen Garten beteiligt, da sich hier zahlreiche von ihm gerne verwendete Architekturmotive finden.
1688 war er Kommandant auf Schloss Sonnenstein bei Pirna und ließ es zur Festung ausbauen.

## Bilder

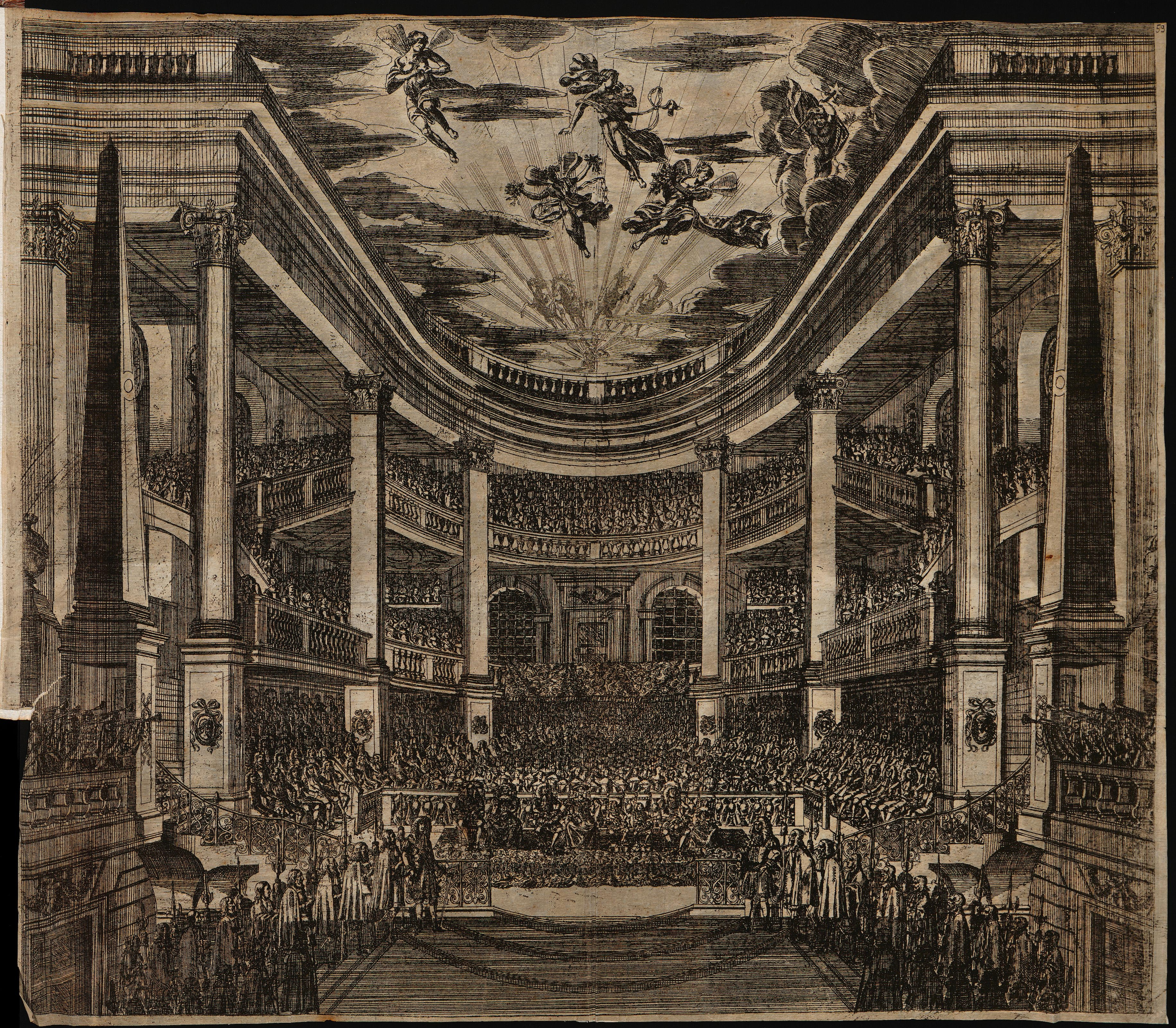
Opernhaus am Taschenberg
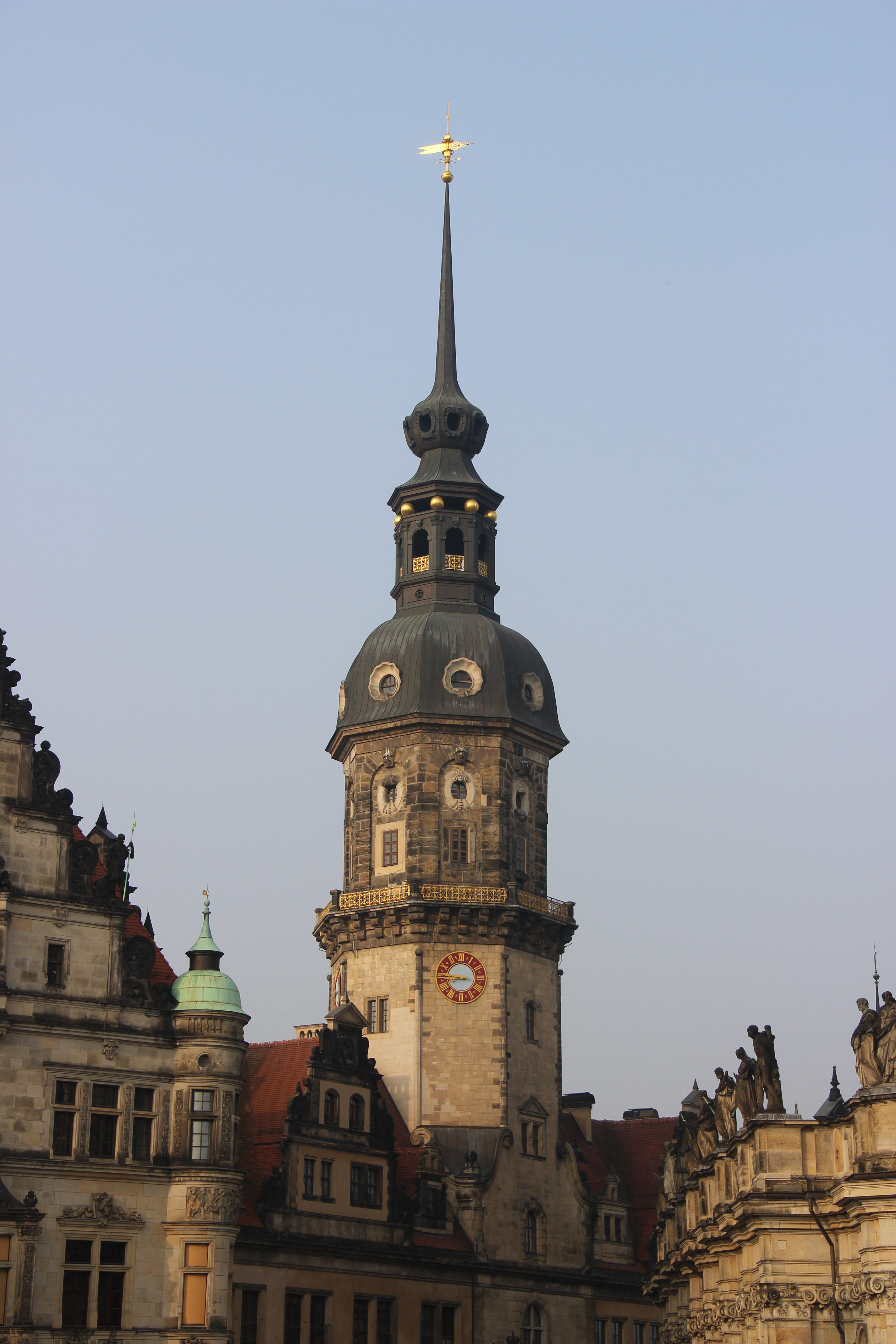
Hausmannsturm
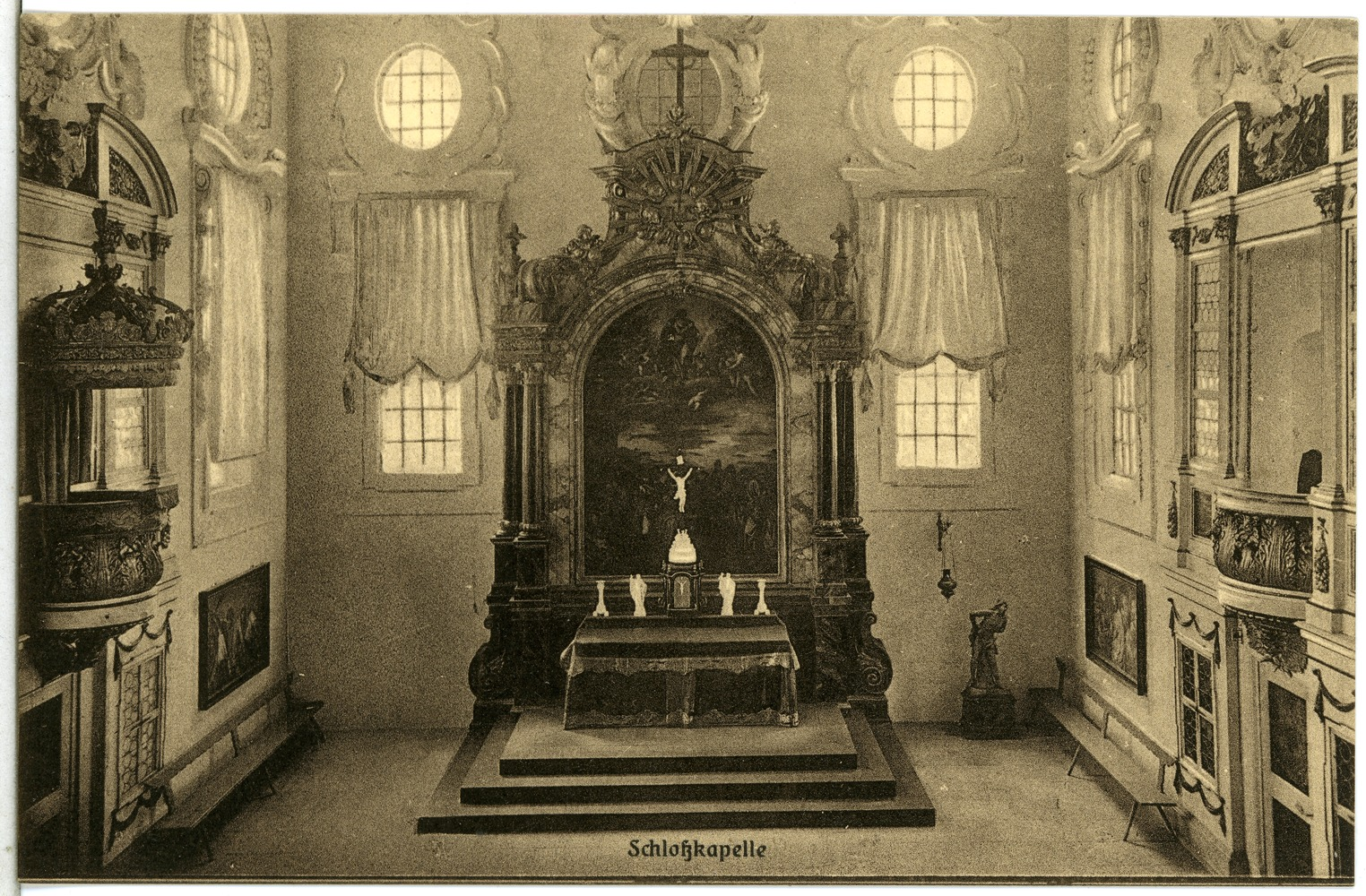
Schlosskapelle Moritzburg
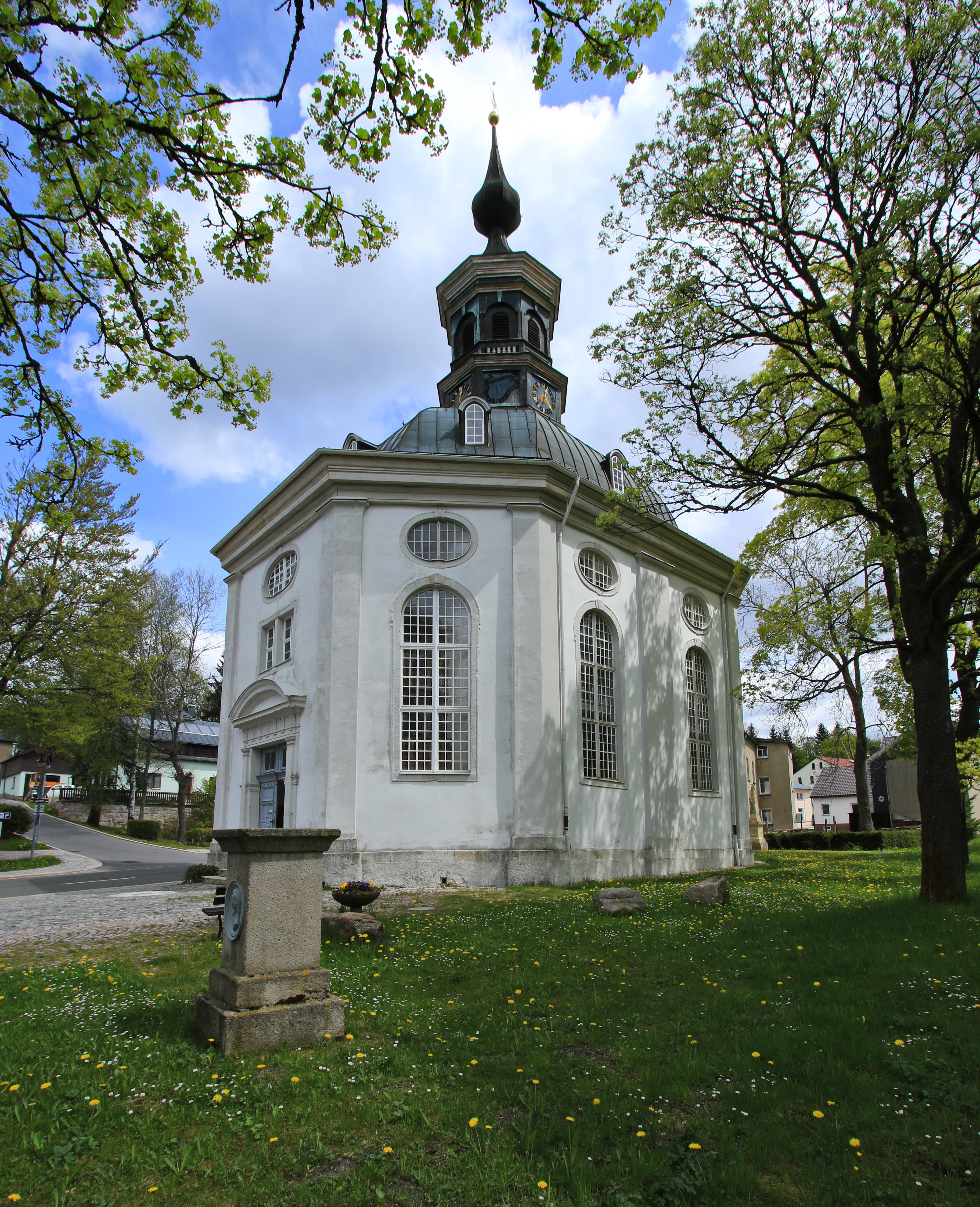
Dreifaltigkeitskirche in Carlsfeld
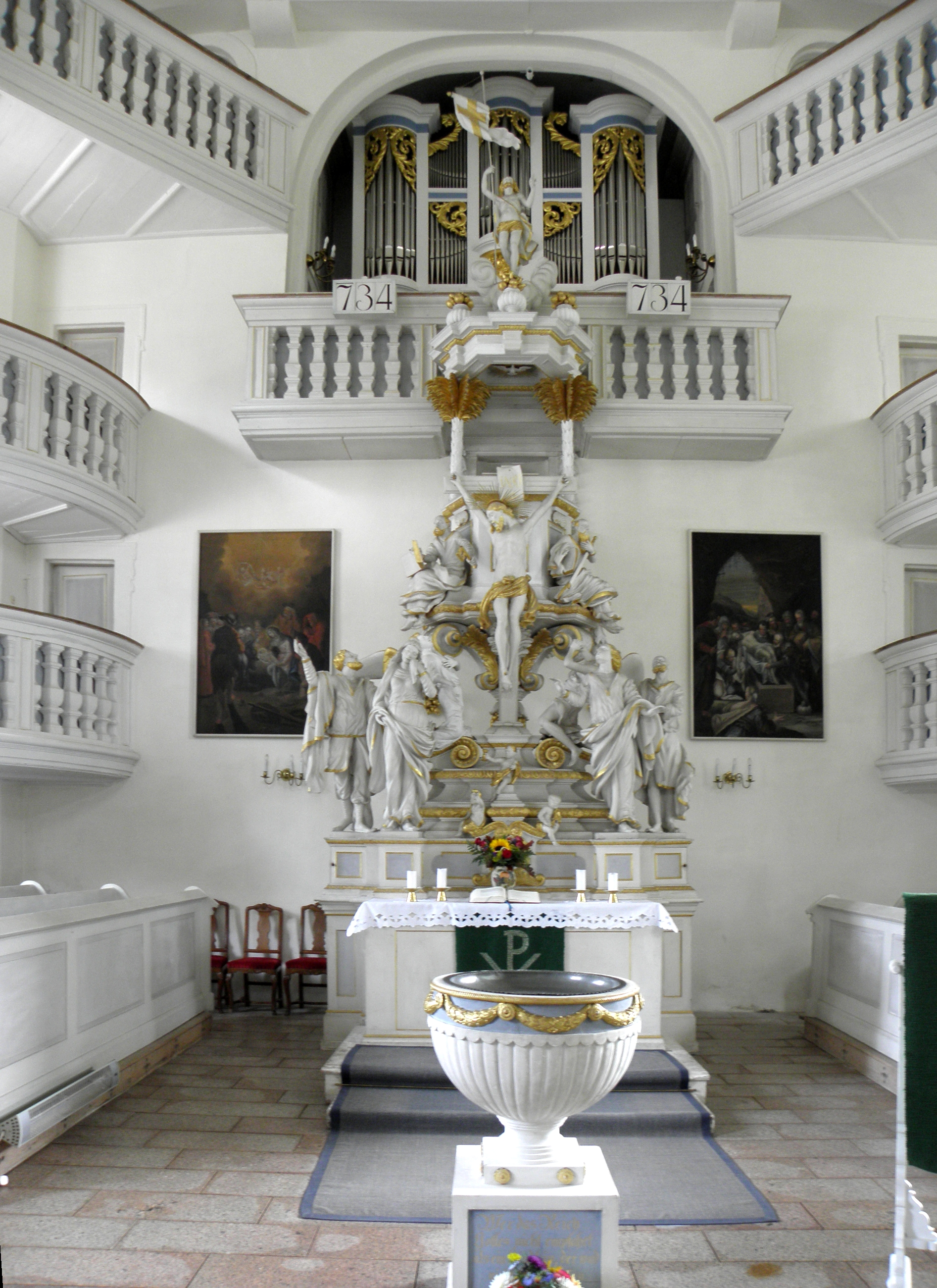
Innenraum Dreifaltigkeits-Kirche
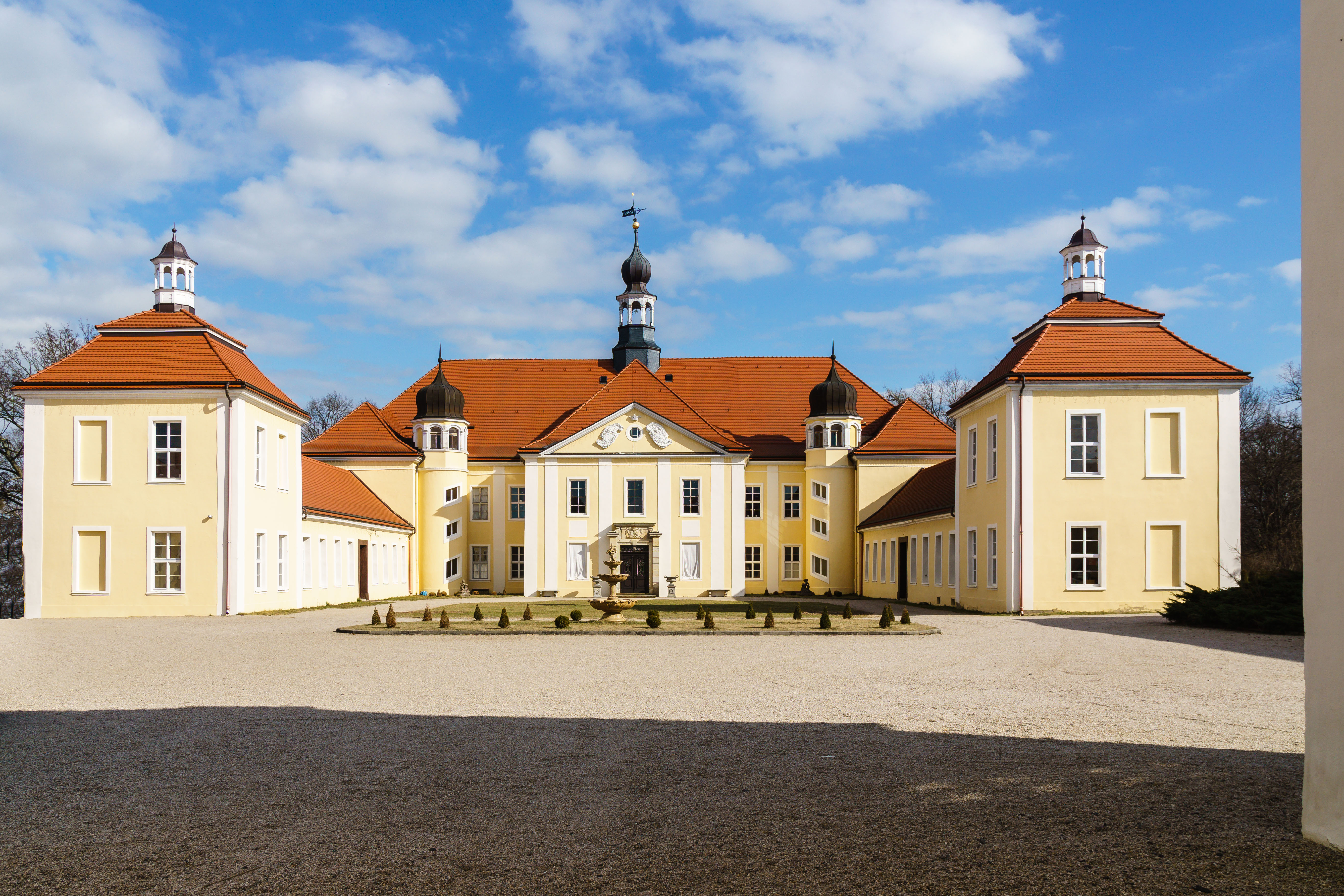
Schloss Hohenprießnitz

### Allgemein

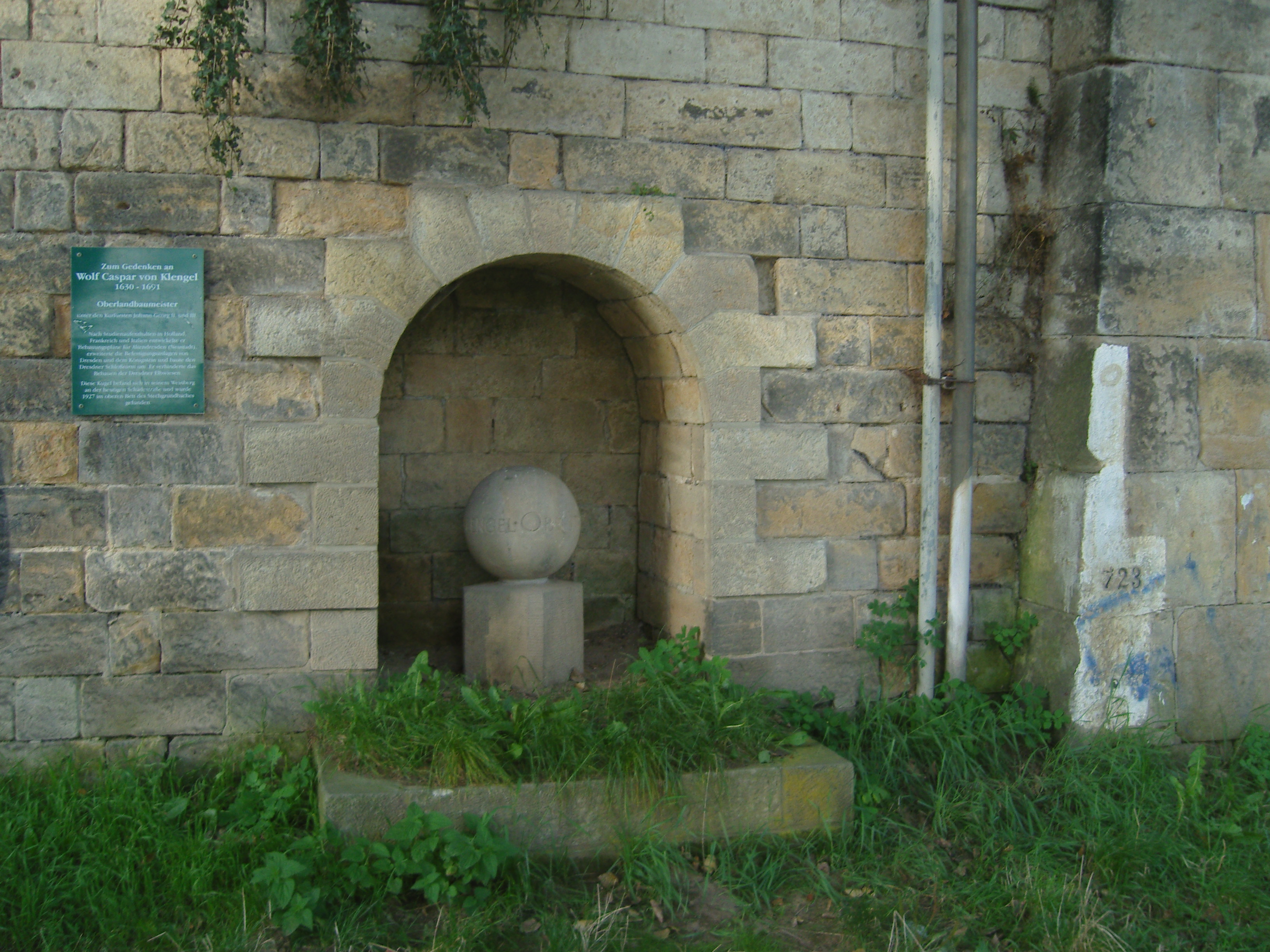
Gedenkstein am Körnerweg in Dresden

- Jarl Kremeier: Die Reisen des Wolf Caspar von Engel, die Bauten des Johann Georg Starcke und das Palais im Großen Garten. Bemerkungen zur Architektur Dresdens in der zweiten Hälfte des 17. Jahrhunderts. In: Frühneuzeit-Info 14, Heft 1 (2004), S. 103–129.
- Günter Passavant: Wolf Caspar von Klengel, Dresden 1630–1691. Reisen – Skizzen – Baukünstlerische Tätigkeiten, München/Berlin 2001, ISBN 3-422-06299-8. (grundlegend)
- Walter May: Klengel, Wolf Caspar von. In: Neue Deutsche Biographie (NDB). Band 12, Duncker & Humblot, Berlin 1980, ISBN 3-428-00193-1, S. 40–42 (Digitalisat).
- Viktor Hantzsch: Klengel, Wolf Caspar von. In: Allgemeine Deutsche Biographie (ADB). Band 51, Duncker & Humblot, Leipzig 1906, S. 209–212.
- Ernst Sigismund: Ein sächsischer Künstler und Soldat des 17. Jahrhunderts [Klengel], in: Dresdner Geschichtsblätter 12 (1913), Nr. 3, S. 33–56.
- Bernhard Schmied: Eines geplagten doch unverzagten Christens Unüberwindliche Hoffnung zu Gott Bey dem Hochanschnlichen Leich=Begängnüß des Wohlgebohrnen Herrn Herrns Wolf Caspars von Klengel. Dresden [1691]. online
- August Wilhelm Bernhard von Uechtritz, Geschlechts-Erzählung derer in Sachsen florirenden adelichen Familien, Stammliste von Klengel Tab. XXXXIX

### Spezielle Themen
- Eberhard Hempel: Unbekannte Skizzen von Wolf Caspar von Klengel, in: Abhandlungen der Sächsischen Akademie der Wissenschaften zu Leipzig. Phil.-hist. Klasse, Bd. 59, H. 4, Berlin 1958.
- Hermann Heckmann: Baumeister des Barock und Rokoko in Sachsen, Berlin 1996, S. 32–43.
- Mario Titze: Baugeschichte und Baugestalt der Dreifaltigkeitskirche in Carlsfeld im Erzgebirge, in: Die Dresdner Frauenkirche, Jahrbuch Bd. 3, Weimar 1997, S. 131–141.
- Mario Titze: Das ehemalige kurfürstlich-sächsische Gestüt Bleesern. Ein Bauwerk Wolf Caspar von Klengels, in: Denkmalpflege in Sachsen-Anhalt, 1998/1, S. 53–59.
- Stephan Reinert: Das ehemals Landsbergersche Spitzhaus – ein Bau Wolf Caspar von Klengels? In: Heinrich Magirius (Hrsg.): 600 Jahre Hoflößnitz. Historische Weingutanlage. Sandstein Verlag, Dresden 2001, ISBN 3-930382-60-1, S. 105–109.
- Mario Titze: Neue Forschungen zum Vorwerk Bleesern, Ldkr. Wittenberg, in: Burgen und Schlösser in Sachsen-Anhalt, Heft 11/2002, S. 368–383.
- Prof. Dr. Ernst Heinrich Kneschke: Neues allgemeines Adelslexikon, Fünfter Band, Kalb-Loewenthal, Leipzig 1864, S. 130–131.
- Königlich Sächsischer Altertumsverein: Mittheilungen des Königlich-Sächsischen Alterthumsvereins, Band 22, Dresden 1872, Seiten 29–30.
- Johannes Georg Zirschke: Zuverläßige Beschreibung der hohen Generalität oder ausführliche Nachrichten von den hohen Kriegsbediensteten welche seit dem Jahre 1680 dem Hause Sachsen gedienet, Erste Fortsetzung des 2. Teils vom königlich kursächsischen Kriegsstaat, Görlitz 1756, Seiten 266–268.